# Comité olympique de Maurice
Le Comité olympique de Maurice (en anglais, Mauritius Olympic Committee, MOC) est le comité national olympique de Maurice, fondé en 1971 et reconnu par le. CIO l'année suivante.